# Splitsko-dalmatská župa
Splitsko-dalmatská župa (chorvatsky Splitsko-dalmatinska županija) je župa v chorvatské Dalmácii, v jižním cípu země. Jejím hlavním městem je Split.

## Charakter župy
Župa hraničí na severu s Šibenicko-kninskou župou, na východě s Bosnou a Hercegovinou a na jihu s Dubrovnicko-neretvanskou župou. Území Splitsko-dalmatské župy je hornaté, přímořské, s mnohými ostrovy (Brač, Čiovo, Hvar, Šolta, Vis). Neprotéká tudy žádná větší řeka. Nejdůležitější pro celou oblast je turistika, mnoho turistů z celé Evropy jezdí do místních kulturně bohatých měst i krajiny - díky vápencové krajině jsou zde krasové útvary, jako je např. masiv Biokovo chráněný v Chorvatsku jako přírodní park, což je obdoba české CHKO. Západní část župy leží u mořského pobřeží; během posledních desetiletí se z malých rybářských vesniček stala přímořská letoviska (např. Makarská riviéra). Obyvatelé jsou Chorvati, žije jich tu 463 000 na ploše o rozloze 4 534 km².

## Města
- Hvar
- Imotski
- Kaštela
- Komiža
- Makarska
- Omiš
- Sinj
- Solin
- Split
- Stari Grad
- Supetar
- Trilj
- Trogir
- Vis
- Vrgorac
- Vrlika

## Opčiny
- Baška Voda
- Bol
- Brela
- Cista Provo
- Dicmo
- Dugi Rat
- Dugopolje
- Gradac
- Hrvace
- Jelsa
- Klis
- Lećevica
- Lokvičići
- Lovreć
- Marina
- Milna
- Muć
- Nerežišća
- Okrug
- Otok Dalmatinski
- Podbablje
- Podgora
- Podstrana
- Postira
- Prgomet
- Primorski Dolac
- Proložac
- Pučišća
- Runovići
- Seget
- Selca
- Sućuraj
- Sutivan
- Šestanovac
- Šolta
- Tučepi
- Zadvarje
- Zagvozd
- Zmijavci